# Замок герцогів Бретонських
Замок герцогів Бретонських (брет. Kastell Duged Breizh, фр. Château des ducs de Bretagne) — замок (шато) в Нанті, що вважається історичним центром області Бретань (зараз Нант і його департамент Атлантична Луара входять, після розділу Бретані в 1941 році, до регіону Землі Луари). Стоїть на правому березі Луари; раніше вода у рові навколо замку сполучалася з річкою.

## Історія

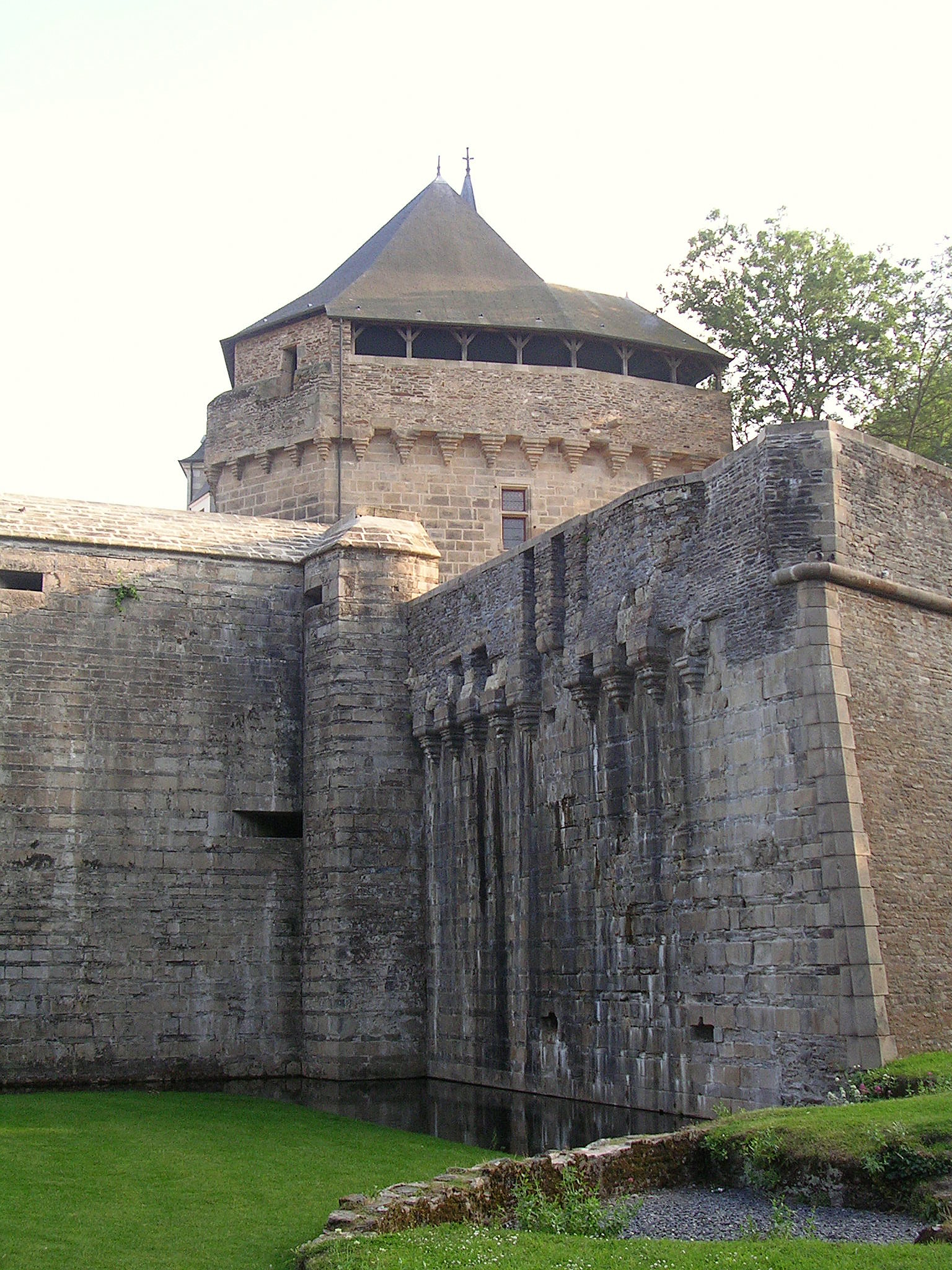
Донжон

У XIII—XVI ст. був резиденцією герцогів Бретані, а після приєднання Бретані до французької корони — бретонською резиденцією королів Франції. У 1598 році в замку бретонських герцогів зупинявся Генріх IV, що прибув до міста для підписання Нантського едикту (саме підписання сталося не в замку, а в нині зруйнованій будівлі).
З 1862 року замок оголошений історичним пам'ятником. Зараз у замку розташований Музей історії Нанта.

## Реставрація

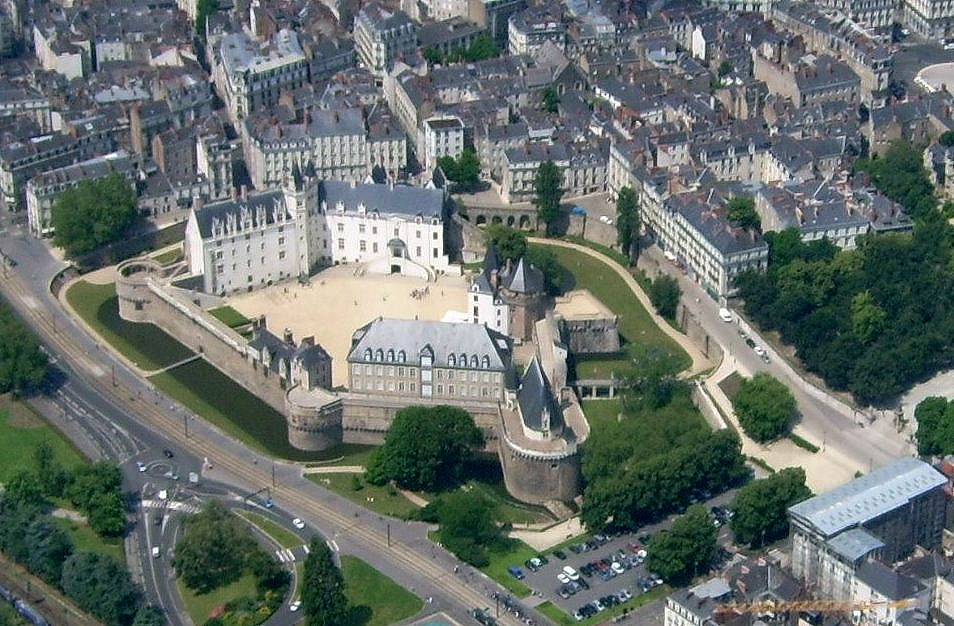
Загальний вигляд із повітря

З 1990-х років здійснюється масштабна програма реставрації і ремонту замку з метою повернути йому славу історичного символу Нанта і Бретані. Після 15 років реставраційних робіт і трьох років, впродовж яких замок був закритий для публіки, він був відкритий 9 лютого 2007 р. і є популярним об'єктом туризму.
У відновленій будівлі міститься Музей історії Нанта (32 зали). У ньому є понад 850 експонатів і низка мультимедійних програм.
Популярною є прогулянка замковими стінами (500 м колом), з них відкривається вид не лише на будинки і двори замку, але й на місто.

### Сім розділів експозиції
- Замок, Нант і Бретань до XVI ст.
- Нант — дочка Річки й Океану
- Торгівля і «чорне золото»: XVIII століття
- Нант у роки Революції
- Колоніальний і промисловий порт (1815—1940)
- Формування нового міста
- Велике місто Атлантики сьогодні і завтра

### Підсвічування
Нічне підсвічування Нантського замку, розроблене Сільві Сьєґом і П'єром Негром з «Ательє Люм'єр», отримало премію на конкурсі «Lumiville» в 2007 році.

## Ресурси Інтернету
- Офіційний сайт [Архівовано 27 квітня 2018 у Wayback Machine.] (фр.)
- Вікісховище має мультимедійні дані за темою: Замок герцогів Бретонських
- База даних історичних пам'ятників Франції [Архівовано 11 жовтня 2016 у Wayback Machine.] (фр.)
- Світлини на сайті Міністерства культури [Архівовано 17 лютого 2017 у Wayback Machine.] (фр.)
- Віртуальна екскурсія — 360 світлин

## Галерея

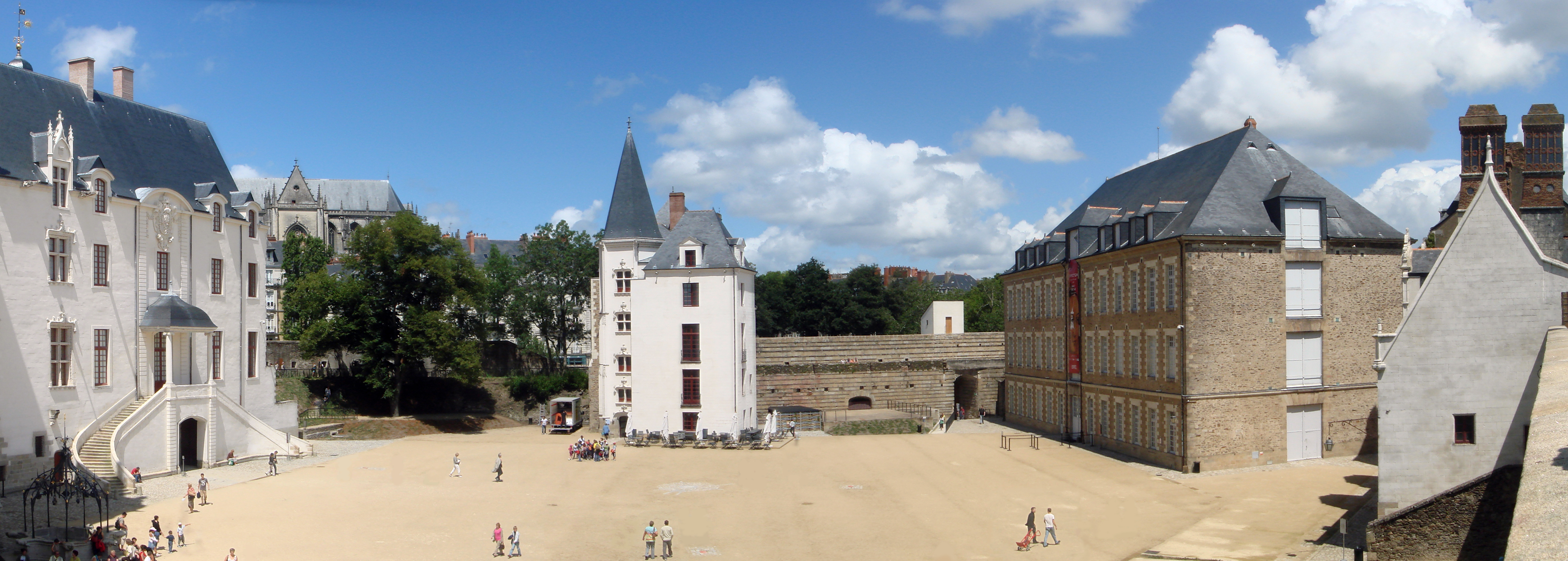
Двір замку, зліва направо: le Grand Gouvernement — резиденція губернаторів Бретані, він же герцогський палац; La Conciergerie, що був арсеналом замку; Le Harnachement — також артилерійський арсенал, нині виставковий центр; Le Petit Gouvernement, де жив король Франції під час приїзду до Нанта; поруч Les Murailles Extérieures, стіни замку. На задньому плані ліворуч Собор святих Петра і Павла

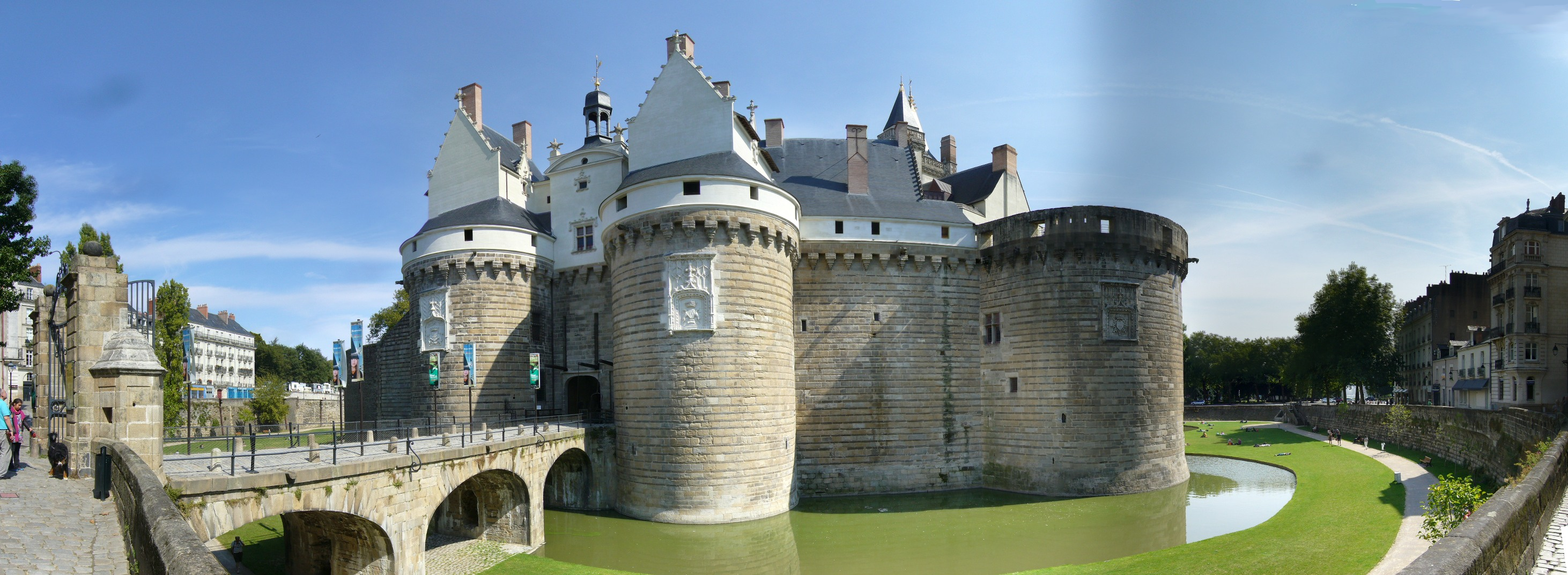
Вхід до замку

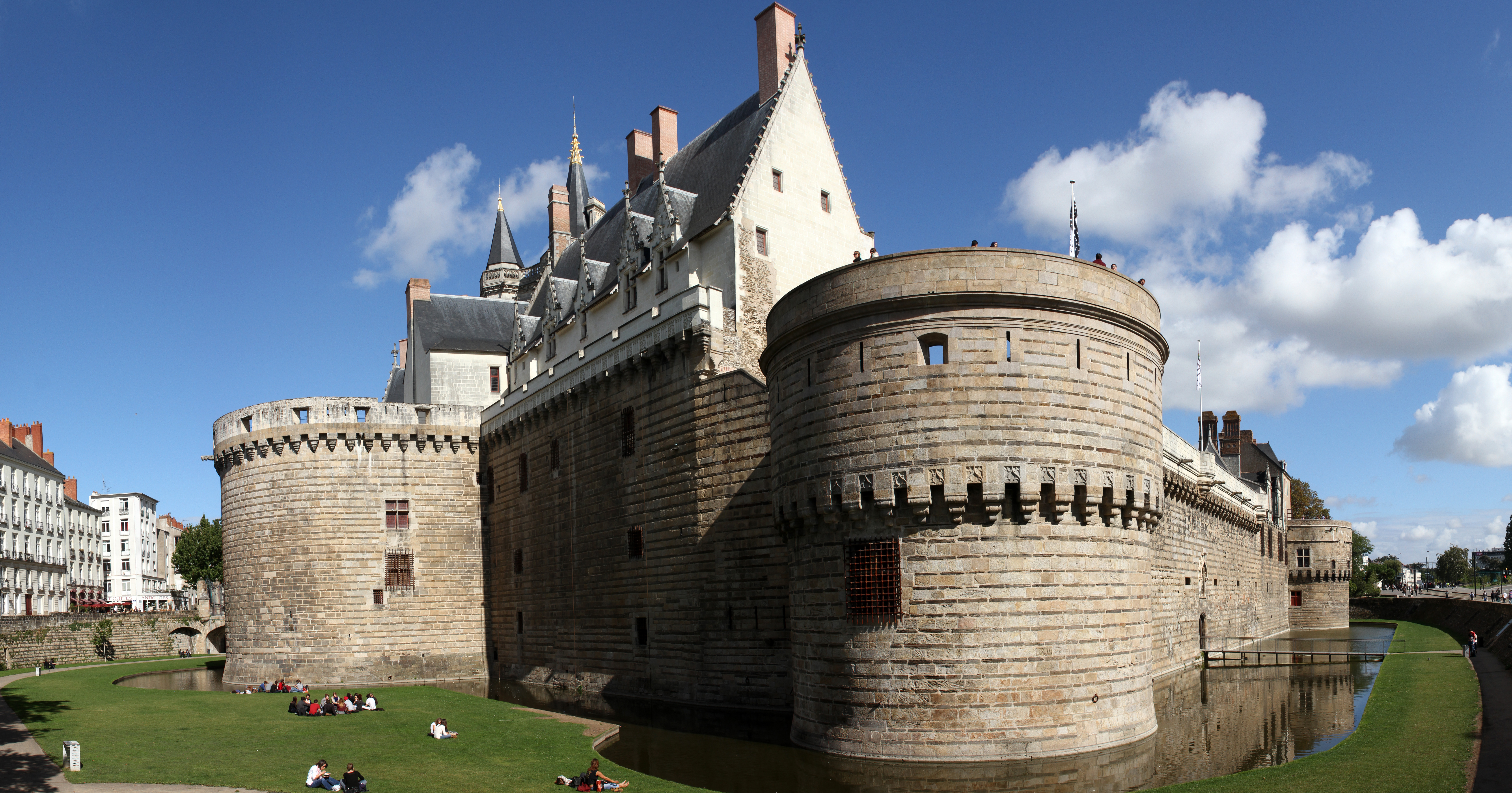
Фасад замку

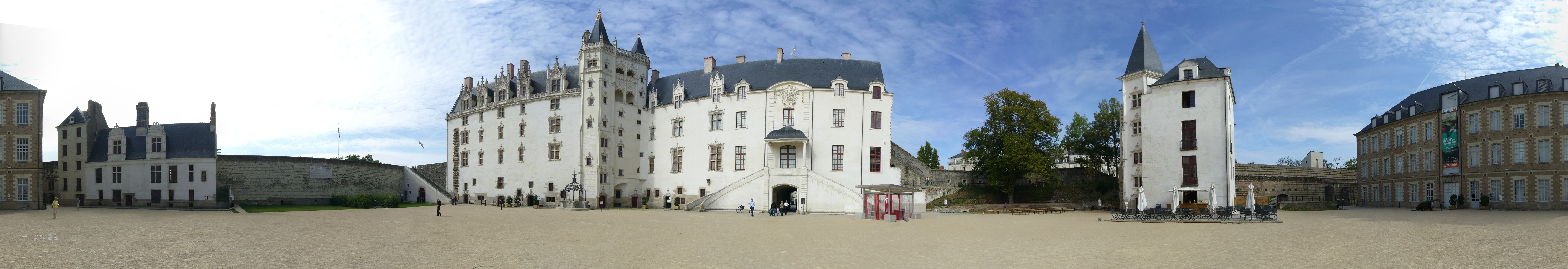
Панорамний вид на внутрішній двір

1. ↑  base Mérimée — ministère de la Culture, 1978.